# El devorador del océano
El devorador del océano (Shark: Rosso nell'oceano/Apocalypse dans l'ocean rouge) es una de las últimas producciones italo-francés surgidas del éxito de Tiburón y otras películas de terror submarino. En esta ocasión se incorporaron elementos de cine fantástico, pues los protagonistas no deben enfrentarse a una bestia marina existente, sino al producto de un cruce de material genético de un pez prehistórico y un pulpo común.

## Los tiburones
Los primeros tiburones aparecieron en los océanos hace 400 millones de años, en el Devónico.1 y desde entonces han ido diversificándose. Se clasifican en ocho órdenes:
- Hexanchiformes: son tiburones con seis o siete branquias. Se caracterizan por poseer una sola aleta dorsal y carecer de la membrana nictitante.
- Squaliformes: se caracterizan por la ausencia de aleta anal y membrana nictitante. Poseen dos aletas dorsales (en algunas especies, venenosas).
- Pristiophoriformes: son los tiburones sierra, poseen un rostro dentado y alargado en forma de serrucho. Tienen dos pequeñas aletas dorsales y carecen de aleta anal. Poseen seis branquias, en vez de las cinco o siete que usualmente tienen el resto de tiburones. No confundir con los peces sierra, hipotremados que pertenecen al orden de los Pristiformes del superorden batoidea.
- Squatiniformes: de formas aplanadas, se alimentan de pequeños peces que encuentra en el lecho marino. Al igual que otros tiburones, sus órganos detectores de electricidad le permiten localizar presas enterradas en la arena. Sus huevos se abren dentro del cuerpo de la madre, que pare crías vivas.
- Heterodontiformes: se caracterizan por un morro corto, espinas en las aletas dorsales, cinco hendiduras branquiales y hábitos bentónicos.
- Orectolobiformes: no presentan espinas en las dos aletas dorsales. Poseen aleta anal y tienen unos barbillones característicos en el borde interno de las narinas.
- Carcharhiniformes: el grupo más diverso, los miembros de este orden presentan dos aletas dorsales sin espinas, cinco hendiduras branquiales, aleta anal, un hocico ancho y redondeado, mandíbulas que se extienden detrás de los ojos y membranas nictitantes.
- Lamniformes: presentan dos aletas dorsales sin espinas, cinco hendiduras branquiales, aleta anal y mandíbulas que se extienden tras los ojos.

## Argumento
En las aguas de una isla del Caribe, una joven que se encuentra bañándose en el mar desaparece al ser atacada por un misterioso animal marino. Otros ataques se han ido sucediendo contra bañistas y pescadores, y del examen de los restos encontrados no se logra determinar la naturaleza del agresor. La doctora en biología Stella Dickens (Valentine Monnier) cree que puede ser una forma de vida desconocida, y desea capturarla con vida. Para ello, contará con la colaboración de Peter, un adiestrador de delfines (Michael Sopkiw) y del sheriff Gordon (Gianni Garko). Stella desconoce que la compañía para la que ella trabaja fue la responsable de la creación de este ser, en la búsqueda de un arma biológica, y no desea que su responsabilidad se descubra...

## Reparto
El devorador del océano contó con una discreta pareja protagonista, formada por el estadounidense 
Michael Sopkiw -intérprete de tan solo cuatro producciones italianas durante la década de 1980 antes de abandonar el cine- y la francesa Valentine Monnier -de trayectoria no mucho más extensa que Sopkiw-; estos estuvieron secundados por intérpretes antaño habituales en el cine de género italiano, como Gianni Garko, Dagmar Lassander o 
el austríaco William Berger (1928-1993). 
Como solía ser habitual en la serie B italiana, gran parte del equipo técnico y artístico utilizó pseudónimos anglosajones en el material promocional de la película, con el fin de dar un carácter más internacional a esta.
| Intérprete         | Personaje          | Comentarios                              |
| ------------------ | ------------------ | ---------------------------------------- |
| Michael Sopkiw     | Peter              |                                          |
| Valentine Monnier  | Dr. Stella Dickens |                                          |
| Gianni Garko       | Sheriff Gordon     | Como John Garko                          |
| William Berger     | Prof. Donald West  |                                          |
| Iris Peynado       | Sandra Hayes       |                                          |
| Lawrence Morgant   | Dr. Davis Barker   |                                          |
| Cinzia de Ponti    | Florinda           | Como Cinthia Stewart                     |
| Paul Branco        | Miller             |                                          |
| Dagmar Lassander   | Sonja West         |                                          |
| Ennio Brizzolari   | Pescador           | Sin acreditar                            |
| Dino Conti         | Dr. Bob Hogan      | Sin acreditar                            |
| Lisa Frances Rubin | Molly              | Sin acreditar                            |
| Darla N. Warner    | Dr. Janet Bates    | Sin acreditar                            |
| Goffredo Unger     | Pescador atacado   | Sin acreditar                            |
| Susan Spafford     | Sonja West         | Voz en la versión inglesa, sin acreditar |
| Pat Starke         | Dr. Janet Bates    | Voz en la versión inglesa, sin acreditar |

## Localizaciones
El rodaje tuvo lugar en Florida, Estados Unidos, concretamente en los siguientes 
lugares:
- Big Cypress Swamp, Parque Nacional Everglades (Everglades National Park), Florida, EE. UU.
- Cayo Hueso (Key West), Cayos de Florida (Florida Keys), Florida, EE. UU.
- Cayo Largo (Long Key), Cayos de Florida (Florida Keys), Florida, EE. UU.
- Cayos de Florida (Florida Keys), Florida, EE. UU.
- Everglades City, Florida, EE. UU.
- Florida Keys, Florida, EE. UU.
- Marathon, Florida, EE. UU.

## Titulaciones
Títulos originales:
- Shark: Rosso nell'oceano (Italia)
- Apocalypse dans l'ocean rouge (Francia)

Otros títulos:
- A szörnycápa (Hungría, título en IMDb)
- Der Monster-Hai (Alemania, título en DVD)
- Der Monsterhai (Alemania Occidental, título en TV)
- Devil Fish (Estados Unidos)
- Devilfish (Estados Unidos, título en vídeo)
- Devouring Waves (Reino Unido, título en vídeo)
- El devorador del océano (España, cine)
- Jaws Attack 2 (Japón, título en DVD)
- Karharias... aima ston okeano! (Grecia, transliteración ISO-LATIN-1)
- Monster Shark (Alemania, título en DVD)
- Monster Shark (Alemania Occidental, título en vídeo)
- Monster Shark (Filipinas, título en inglés)
- Red Ocean
- Shark: Red on the Ocean (título internacional en inglés)
- Sta dontia tou karharia (Grecia, título en vídeo)
- Syvyyksien tappaja (Finlandia)

## Fechas de estreno
- País (fecha)
- Italia (7 de septiembre de 1984)
- Alemania Occidental (1985, lanzamiento en vídeo)
- Francia (23 de enero de 1985)
- Estados Unidos (14 de noviembre de 1986)
- Turquía (enero de 1987)
- Filipinas (29 de marzo de 2000, en Dávao)